# Christoph Schulte (Judaist)
Christoph Schulte (* 27. Juni 1958 in Bottrop) ist ein deutscher Judaist.

## Leben
Schulte studierte Philosophie, Judaistik, Theologie und Publizistik in Heidelberg, Berlin und Jerusalem (Magister 1983/Promotion FU Berlin 1987). Nach der Habilitation an der Universität Potsdam 1996 wurde er dort 2001 außerplanmäßiger Professor für Jüdische Studien und Philosophie.
Er war Fellow und Gastprofessor u. a. in Jerusalem (1989–1991), Montreal (1991), Paris (EHESS 1992), Chicago (1995), Aix-en-Provence (1997/98), Paris (EPHE 2003), Philadelphia (Center for Advanced Judaic Studies 2009/10), Zürich (ETH 2014), Basel (2016) und Haifa (2017).
Seine Arbeitsschwerpunkte sind Philosophiegeschichte, jüdische Religions- und Kulturgeschichte, Aufklärung/Haskala, Kabbala, Wissenschaft des Judentums, Zionismus und Israel.
2003 wurde Schulte für seine Studie Die jüdische Aufklärung. Philosophie, Religion, Geschichte mit dem Gleim-Literaturpreis ausgezeichnet.

## Schriften (Auswahl)
- radikal böse. Die Karriere des Bösen von Kant bis Nietzsche. Wilhelm Fink Verlag, München 1991, ISBN 3-7705-2680-5 (digitale-sammlungen.de).
- (Hrsg.): Deutschtum und Judentum : ein Disput unter Juden aus Deutschland, Stuttgart: Reclam 1993, ISBN 978-3-15-008899-9.
- Psychopathologie des Fin de Siècle. Der Kulturkritiker, Arzt und Zionist Max Nordau (= Fischer. Band 13611). Originalausgabe. Fischer-Taschenbuch-Verlag, Frankfurt am Main 1997, ISBN 3-596-13611-3.
- Die jüdische Aufklärung. Philosophie Religion Geschichte. Beck, München 2002, ISBN 3-406-48880-3.
- Zimzum. Gott und Weltursprung. Jüdischer Verlag, Berlin 2014, ISBN 978-3-633-54263-5.
- Von Moses bis Moses … Der jüdische Mendelssohn. Wehrhahn Verlag, Hannover 2020, ISBN 978-3-86525-797-0.